# Awut Deng Acuil
Awut Deng Acuil () est une femme politique Sud-Soudanaise.
À partir des années 2010, elle occupe plusieurs postes de ministres au Soudan du Sud, dont celui de ministre des Affaires étrangères en 2019-2020.
En 2020, elle devient la première femme présidente d'une université Sud-Soudanaise en étant élue à la direction de l'Université de Bahr El-Ghazal (en).